# Latrodectus corallinus
Espèce
Latrodectus corallinus est une espèce d'araignées aranéomorphes de la famille des Theridiidae.

## Distribution
Cette espèce se rencontre en Argentine et au Brésil.

## Description
La carapace d'une femelle mesure 3,5 mm de long sur 3,1 mm, la carapace d'une autre femelle 2,4 mm de long sur 2,2 mm et la carapace d'un mâle 1,1 mm de long sur 1,0 mm.

## Systématique et taxinomie
Cette espèce a été décrite par Abalos en 1980.

## Publication originale
- Abalos, 1980 : « Las arañas del género Latrodectus en la Argentina. » Obra del Centenário del Museu de La Plata, vol. 6, p. 29-51.